# ميركو إيفانيتش
ميركو إيفانيتش (بالصربية: Мирко Иванић)‏ مواليد 13 سبتمبر 1993 في باتشكي ياراك، صربيا والجبل الأسود، هو لاعب كرة قدم صربي من أصل مونتينيغري يلعب مع النجم الأحمر بلغراد في مركز الوسط. مثّل منتخب صربيا لكرة القدم.

## المسيرة الاحترافية

### أندية لعب لها
- نادي فويفودينا
- باتي بوريسوف
- النجم الأحمر بلغراد

## روابط خارجية
- ميركو إيفانيتش على موقع الاتحاد الأوربي (الإنجليزية)
- ميركو إيفانيتش على موقع قاعدة بيانات كرة القدم.إي يو (الإنجليزية)
- ميركو إيفانيتش على موقع بيانات كرة القدم. دي إي (الألمانية)
- ميركو إيفانيتش على موقع ناشيونال فوتبول تيمز (الإنجليزية)
- ميركو إيفانيتش على موقع Soccerbase.com (لاعب) (الإنجليزية)
- ميركو إيفانيتش على موقع Soccerway.com (الإنجليزية)
- ميركو إيفانيتش على موقع عالم كرة القدم.نت (الإنجليزية)